# Jan Fuchs
Jan Fuchs (21. května 1930 Praha – 3. prosince 2007 Praha) byl český herec a rozhlasový moderátor a režisér.

## Život
Ač byli jeho rodiče operními pěvci, Jan Fuchs začal působit v divadlech. Nejprve po absolvování gymnázia jako úředník v divadle S. K. Neumanna a poté coby provozní ředitel benešovského Městského divadla. Následně absolvoval základní vojenskou službu a pak se stal propagačním pracovníkem vinohradského divadla. Mezi roky 1956 a 1959 působil v Armádním uměleckém souboru Víta Nejedlého, a to jako herec a režisér. Tou dobou již působil v Československém rozhlase. Psal zde scénáře pořadů, režíroval programy a hrál v rozhlasových rolích. Reportoval ale také například vystoupení na spartakiádě v roce 1965. Roku 1968 byl vyhozen z Komunistické strany Československa (KSČ) a roku 1972 také z rozhlasu. Následně rozhlasoví normalizační pracovníci některé Fuchsem režírované nahrávky nechali smazat. Během sedmdesátých a osmdesátých let natáčel pro nakladatelství Supraphon a připravoval Dětskou lední revue. Po sametové revoluci se opětovně do Československého rozhlasu navrátil. Pro stanici Regina například připravil rozhlasovou seznamku nazvanou Šance pro lásku (1992).

## Dílo
Československý rozhlas:
- Karel Poláček: Edudant a Francimor (1962)
- Zdeněk Svěrák: Tři auta (1963)
- Joana Maria Gorvin: Mořský vlk (1963)
- Zdeněk Svěrák: Tiché šlapací království (1964)
- Zdeněk Svěrák: Krápník a Františka (1966) – první stereofonní nahrávka na území Evropy[2]
- Ludvík Aškenazy: Cestopis s jezevčíkem (1967)
- Zdeněk Svěrák: To jeli dva ve vlaku (1967)
- Zdeněk Svěrák: Posel hydrometeorologického ústavu (1969 a opětovně 1993)
- Claude Ollier: Atentát přímým přenosem (1970)
- Finn Methling: Kukaččí chata u Leknínového jezírka (1970)
- Antonín Zápotocký: Rozbřesk (1970)
- Boris Andrejevič Lavreňov: Přelom (1971)
- Ladislav Stroupežnický: Zvíkovský rarášek (1971)
- Jan Neruda: Prodaná láska (1972)
- Dieter Kühn: Goldbergovské variace (1992)
- Zdeněk Svěrák: Podzemnice olejná, (1993), režie Jan Fuchs. Účinkují: Vlasta Žehrová, Zdeněk Svěrák, Jiří Pleskot, Jiřina Jirásková, Petr Pelzer a Martin Růžek.
- Miloň Čepelka: Freony, Minihoror. Český rozhlas 1993. Hudební improvizace Emil Viklický. Dramaturg Josef Hlavnička. Režie Jan Fuchs. Účinkují: Václav Vydra, Jan Teplý, Simona Stašová a Jaroslav Kepka.
- Knut Faldbakken: Adamův deník (1995)
- Torgny Lindgren: Čmeláčí med (1996)
- Mel Calman: Srdeční slabost (1997)

Supraphon:
- Daniel Defoe: Robinson Crusoe
- Karel May: Syn lovce medvědů
- James Fenimore Cooper: Poslední mohykán
- Alexandre Dumas: Tři mušketýři
- Jules Verne: Dvacet tisíc mil pod mořem
- Alois Jirásek: Staré pověsti české
- Šumavské pohádky
- Jan Fuchs, Miloš Kirschner: Robot Roby
- Jan Fuchs: Hurvínek v říši snů

Televizní hry:
- Jan Fuchs: Stáří (2001)
- Jan Fuchs: Pacient (2001)